# Julien Odoul
Pour les articles homonymes, voir Odoul.
Julien Odoul, né le 8 mai 1985 à Paris, est un homme politique français.
Successivement membre du Parti socialiste (PS), du Nouveau Centre (NC) puis membre de l'Union des démocrates et indépendants (UDI), il rejoint le Front national (devenu Rassemblement national) en 2014. Il est conseiller régional de Bourgogne-Franche-Comté depuis 2016, conseiller municipal de Sens de 2020 à 2022 et député de l'Yonne depuis 2022. Il est également nommé porte-parole du Rassemblement national par Marine Le Pen en 2021. En mars 2025, reconnu coupable de recel de détournement de fonds publics, il annonce faire appel de cette décision.

## Jeunesse et études
Julien Odoul naît le 8 mai 1985, à Paris. Sa famille paternelle est originaire de l'Yonne. Il est titulaire d’une maîtrise d'histoire.
En parallèle de ses études d'histoire, il est mannequin de charme,,, faisant notamment la couverture du magazine gay Têtu à 21 ans,,,. Trois ans après, il est en couverture du magazine gay allemand Gab, et apparaît dans des photos et une vidéo érotique pour VirtuaGuy, médiatisées par Le Canard enchaîné en 2021,. Il affirme cependant ne pas être homosexuel.

## Parcours politique

### Débuts
Selon Le Monde, Julien Odoul rallie le Parti socialiste (PS) dans le but de soutenir Laurent Fabius à la primaire de 2006, puis le quitte quelques mois après en 2007, cependant lui-même nie avoir eu le moindre parcours politique à gauche. Il adhère au Nouveau Centre (NC) en 2009, formation politique créée par Hervé Morin, à l'époque ministre de la Défense de Nicolas Sarkozy.
En 2012, il rejoint les rangs de l'Union des démocrates et indépendants (UDI),. Collaborateur du député-maire d’Issy-les-Moulineaux, André Santini, il travaille pour lui jusqu’en 2011. Aux élections législatives de 2012, il est candidat dans la dixième circonscription du Val-de-Marne, où il obtient 1,60 % des suffrages.
Il travaille pour le Conseil supérieur de la fonction militaire (CSFM), où il écrit un ouvrage intitulé Histoire du statut militaire et de la concertation dans l'armée française. L’ouvrage, qui a nécessité quatre ans de recherches, est remis en 2013 à François Hollande lors de la 90e session du CSFM, en présence de Jean-Yves Le Drian, le ministre de la Défense,.
Il aurait rencontré Marine Le Pen en juillet 2014. Il intègre le Front national (FN) en septembre de la même année.
En octobre 2014, sans jamais l'avoir rencontrée, il signe un contrat d’assistant avec la députée européenne Mylène Troszczynski jusqu'en juillet 2015 pour une rémunération totale de 56 000 euros alors qu'il est en même temps conseiller spécial de Marine Le Pen. En février 2015, il demande à « faire connaissance » avec sa députée. Aucune trace de son travail pour Mylène Troszczynski ne sera trouvée et il sera condamné pour emploi fictif dans le cadre de l'affaire des assistants parlementaires du Front national au Parlement européen en mars 2025,.

### Élu de Bourgogne-Franche-Comté
À la suite des élections régionales de 2015, Julien Odoul entre au conseil régional de Bourgogne-Franche-Comté comme élu de l’Yonne, obtenant son premier mandat électoral. En 2017, il prend la tête du groupe Front national au conseil régional après la scission du groupe et le départ de Sophie Montel pour les non-inscrits, puis intègre en 2018 le bureau national du parti.
Candidat aux élections législatives de 2017 dans la troisième circonscription de l'Yonne, il est battu au second tour avec 44,41 % des suffrages exprimés. Lors de l’élection sénatoriale partielle de la même année, il est candidat FN à la succession de Henri de Raincourt, sénateur de l’Yonne démissionnaire, et obtient 1,97 % des voix au second tour. Il devient par la suite assistant parlementaire de Bruno Bilde, élu dans le Pas-de-Calais.
Il se porte candidat aux élections municipales de 2020 à Sens. À la tête de la liste « Changer de Sens », il arrive en troisième position au premier comme au second tour, obtenant 14,70 % et 13,94 % des suffrages exprimés ; il devient ainsi conseiller municipal avec une de ses colistières.
Il entre peu à peu en conflit avec la plupart des autres conseillers régionaux RN, qui lui reprochent notamment son manque de concertation des élus du groupe, son comportement jugé autoritaire et son refus de toute alliance avec le parti Debout la France. Fin 2019, la direction nationale du RN envoie un émissaire pour tenter d'apaiser les tensions après que dix des quinze élus frontistes au conseil régional ont réclamé que Julien Odoul soit démis de la présidence du groupe.
Julien Odoul est tête de liste du RN pour les élections régionales de 2021 en Bourgogne-Franche-Comté,. Sa campagne est marquée par plusieurs controverses et règlements de comptes au sein du RN (divulgation d'une vidéo de lui à caractère sexuel, d’un enregistrement de 2019 dans lequel il tient des propos ambigus sur le suicide d’un agriculteur, accusations d’emploi fictif d'une collaboratrice), ce qui conduit plusieurs de ses colistiers à lui demander de se retirer,. Alors que la région était jugée gagnable par le parti, Julien Odoul réalise un score moins élevé que prévu, : dans un contexte de forte abstention, sa liste arrive en deuxième position au premier tour avec 23,19 % des suffrages exprimés, puis en troisième position au second tour avec 23,78 % dans le cadre d'une quadrangulaire. Après le scrutin, il voit son élection comme conseiller régional contestée devant le Conseil d’État par un proche de Sophie Montel, qui invoque un problème de domiciliation de sa part.
Quelques jours après les élections régionales, lors du XVIIe congrès du Rassemblement national, il est nommé porte-parole du parti par Marine Le Pen.

### Député de l'Yonne
Le 12 mai 2022, Julien Odoul annonce publiquement se porter à nouveau candidat aux élections législatives dans la troisième circonscription de l'Yonne, où Marine Le Pen a réalisé 55,17 % des voix au second tour de l'élection présidentielle de 2022. Sa circonscription est considérée comme une des plus favorables et figure parmi les 30 priorités pour le Rassemblement national. Il est élu député au second tour avec 55,84 % des suffrages exprimés face à la député sortante du MoDem Michèle Crouzet. Il devient membre de la commission des Affaires culturelles et de l'Éducation de l'Assemblée nationale. En application de la loi sur le cumul des mandats, il démissionne du conseil municipal de Sens le 7 octobre 2022.
Julien Odoul se représente en tant que candidat du Rassemblement national pour les élections législatives de 2024 dans l'Yonne. Il est élu au premier tour avec 50,44 % des voix, ce qui confirme selon France 3 Régions « son ancrage local et sa cote de popularité dans l'Yonne ».

## Accusations et poursuites judiciaires

### Condamnation pour recel de détournement de fonds publics
En avril 2019, il est mis en examen pour recel de détournement de fonds publics dans l'affaire des assistants parlementaires du Front national au Parlement européen. Le 22 septembre 2023, le parquet de Paris requiert un procès contre le Rassemblement national et 27 personnes liées au parti, dont Julien Odoul ; ce procès se déroule du 30 septembre au 27 novembre 2024,.
Le 13 novembre 2024, le parquet requiert contre Julien Odoul dix mois d’emprisonnement avec sursis, 20 000 euros d’amende et un an d’inéligibilité avec exécution provisoire. Le 31 mars 2025, il est condamné en première instance pour recel de détournement de fonds publics à une peine d'inéligibilité et à un an de prison dans le procès des assistants parlementaires du RN, sans exécution provisoire,. Il fait appel de cette décision.

### Accusation d'emploi fictif
Le 4 juin 2021, Libération révèle que sept conseillers ou ex-conseillers régionaux du Rassemblement national (RN) en Bourgogne-Franche-Comté ont fait un signalement auprès du procureur de la République de Dijon dans lequel ils accusent Julien Odoul d'avoir employé pendant des mois une assistante fictive.
La présidente du parti RN, Marine Le Pen, qualifie de « boules puantes » et de « manipulations » les accusations contre Julien Odoul, portées deux semaines avant les élections régionales.

### Propos sur Tariq Ramadan
Le 30 novembre 2020, Julien Odoul est condamné à verser 10 000 euros à Tariq Ramadan qu’il avait qualifié de « violeur » le 13 juillet sur LCI pour atteinte à la présomption d'innocence,.

### Accusations de racisme envers une journaliste
Julien Odoul est accusé d'avoir tenu des propos racistes envers la journaliste Nassira El Moaddem le 1er mai 2024 sur CNews dans l’émission de Jean-Marc Morandini. La journaliste, dans un tweet du 30 avril, auquel réagissait Odoul, avait qualifié la France de « pays de racistes dégénérés ». Elle est soutenue par la rédaction d'Arrêt sur images, des sociétés de journalistes, des médias et associations ainsi que des personnalités publiques et politiques,,.

### Victime d'homophobie
Le 5 décembre 2019, il est filmé et insulté dans un café de Sens par Ridowane Khalil, commerçant sénonais et président d’un club de football. La diffusion de la vidéo, notamment relayée par le rappeur Booba conduit la secrétaire d’État Marlène Schiappa à dénoncer l'homophobie de l’agression,,. Julien Odoul porte alors plainte pour insultes publiques, homophobie et menaces de mort. Ridowane Khalil justifie son comportement par les propos de l’élu sur la femme voilée du conseil régional et invoque le second degré. Le 20 février 2020, le tribunal correctionnel de Sens condamne le prévenu à douze mois de prison avec sursis et mille euros d’amende ; celui-ci annonce interjeter appel.

### Accusation de diffusion de fausses informations
Lors des élections législatives françaises de 2024, Julien Odoul fait diffuser dans sa circonscription un tract contenant des informations mensongères ou inexactes. Ce tract énumère les mesures que prendrait le Nouveau Front populaire. Ces infoxs évoquent la fermeture de Cnews, la censure des journalistes de droite et d'extrême droite, le désarmement de la police, le soutien aux islamistes ou encore le viol de la propriété privée. Toutefois, aucune plainte n'a été déposée.

## Controverses

### Attaque d'une mère accompagnatrice portant un voile lors d'une sortie scolaire
En octobre 2019, lors d'une séance du conseil régional de Bourgogne-Franche-Comté, Julien Odoul réclame à la présidente de demander à l'accompagnatrice d’un groupe d’enfants présent dans la salle du conseil dans le cadre d'une sortie scolaire, de « retirer son voile islamique ». Le fils de l’accompagnatrice se met alors à pleurer. Julien Odoul met en avant les « principes laïcs » et la « France des Lumières », et indique ensuite : « Vous voulez me faire pleurer avec ces enfants, mais moi ceux qui me font pleurer ce sont les orphelins des 263 victimes de l’islamisme en France »,,. Selon lui, « le combat contre l'extrémisme religieux doit être la priorité ». Devant le refus de la présidente et les huées de l'assemblée, les élus RN quittent l’hémicycle. La mère de famille est ensuite prise à partie par une autre élu RN. Julien Odoul met sur Twitter la vidéo de son esclandre qui est vue plus d'un million de fois et provoque une indignation politique, médiatique et populaire,.
Une théorie relayée par l'extrême droite et reprise par le président Emmanuel Macron dans un entretien à Valeurs Actuelles accuse l'accompagnatrice d'avoir prémédité cette polémique en portant expressément le voile afin de provoquer Julien Odoul. D’après Checknews de Libération, cette théorie n’est étayée par aucun élément : l’accompagnatrice n’aurait pas souhaité se joindre à ce voyage et aurait été sollicitée au dernier moment, en raison d'un faible nombre d'accompagnants disponibles. Le quotidien rappelle par ailleurs que l'accompagnatrice était bien autorisée à porter le voile dans le cadre de la séance du Conseil régional.

### Propos sur les mineurs non accompagnés
En 2020, dans une vidéo vue des milliers de fois et largement partagée, il affirme, sur la base de faux chiffres, que bien plus d’argent public serait alloué aux mineurs non accompagnés qu’aux familles (françaises) en difficulté dans l'Yonne — alors que le budget attribué aux familles est en fait 14 fois plus élevé que celui pour protéger les enfants étrangers isolés,.

### Propos sexiste
Le 14 avril 2021, Julien Odoul provoque la polémique après une remarque sexiste renvoyant Florence Portelli (Soyons libres), vice-présidente du conseil régional d'Île-de-France, à sa couleur de cheveux « Je ne suis pas blonde, moi », lors d'un débat télévisé organisé le 13 avril 2021 par LCI. L'intéressée estime que cela « rappelle le vrai visage de l'extrême droite, rétrograde et misogyne », et reçoit le soutien de nombreux personnalités politiques tels que Ian Boucard, Agnès Evren, Jérôme Guedj et Valérie Pécresse. Julien Odoul affirme que sa remarque n'était qu'à portée humoristique.

### Polémique après une blague sur le suicide d'un paysan
Le 4 juin 2021, à deux semaines des élections régionales, Libération révèle le contenu d'un enregistrement d’échanges entre Julien Odoul et deux de ses colistiers aux élections régionales. Rebondissant sur les propos de l'un d'eux qui demande « L’agriculteur qui se pend au faîtage de son hangar… a-t-il laissé une trace ? S’est-il pissé dessus ? », Julien Odoul lance « Est-ce que la corde est française ? », ce qui fait rire l’assistance.
Cette déclaration déclenche une polémique, et les autres candidats lors des élections en Bourgogne-Franche-Comté condamnent unanimement les propos d'Odoul.
Le jour même, il publie un démenti et annonce qu'il poursuivra le journal pour diffamation. Alors que Julien Odoul et Marine Le Pen affirment que le candidat a parlé d'un loup et non pas d'un agriculteur, le journal dévoile l'enregistrement et publie une transcription de ses propos qui dément cette affirmation.

## Synthèse des résultats électoraux

### Élections législatives
| Année | Parti  | Parti | Circonscription     | 1er tour | 1er tour | 1er tour | 2d tour | 2d tour | 2d tour | Issue   |
| Année | Parti  | Parti | Circonscription     | Voix     | %        | Rang     | Voix    | %       | Rang    | Issue   |
| ----- | ------ | ----- | ------------------- | -------- | -------- | -------- | ------- | ------- | ------- | ------- |
| 2012  |        | UDI   | 10e du Val-de-Marne | 519      | 1,60     | 7e       |         |         |         | Éliminé |
| 2017  |        | FN    | 3e de l'Yonne       | 10 749   | 25,61    | 2e       | 16 020  | 44,41   | 2e      | Battu   |
| 2022  |        | RN    | 3e de l'Yonne       | 14 897   | 35,17    | 1er      | 21 429  | 55,84   | 1er     | Élu     |
| 2024  | 28 735 | RN    | 3e de l'Yonne       | 50,44    | 1er      |          |         |         | Élu     |         |

### Élections sénatoriales
| Année | Parti | Parti | Département | 1er tour | 1er tour | 1er tour | 2d tour | 2d tour | 2d tour | Issue |
| Année | Parti | Parti | Département | Voix     | %        | Rang     | Voix    | %       | Rang    | Issue |
| ----- | ----- | ----- | ----------- | -------- | -------- | -------- | ------- | ------- | ------- | ----- |
| 2017  |       | FN    | Yonne       | 43       | 4,06     | 5e       | 21      | 1,97    | 5e      | Battu |

### Élections régionales
Les résultats ci-dessous concernent uniquement les élections où il est tête de liste.
| Année | Parti | Parti | Région                  | 1er tour | 1er tour | 1er tour | 2d tour | 2d tour | 2d tour | Sièges obtenus |
| Année | Parti | Parti | Région                  | Voix     | %        | Rang     | Voix    | %       | Rang    | Sièges obtenus |
| ----- | ----- | ----- | ----------------------- | -------- | -------- | -------- | ------- | ------- | ------- | -------------- |
| 2021  |       | RN    | Bourgogne-Franche-Comté | 151 626  | 23,19    | 2e       | 163 364 | 23,78   | 3e      | 18 / 100       |

### Élections municipales
Les résultats ci-dessous concernent uniquement les élections où il est tête de liste.
| Année | Parti | Parti | Commune | 1er tour | 1er tour | 1er tour | 2d tour | 2d tour | 2d tour | Sièges obtenus | Sièges obtenus |
| Année | Parti | Parti | Commune | Voix     | %        | Rang     | Voix    | %       | Rang    | CM             | CC             |
| ----- | ----- | ----- | ------- | -------- | -------- | -------- | ------- | ------- | ------- | -------------- | -------------- |
| 2020  |       | RN    | Sens    | 795      | 14,70    | 3e       | 691     | 13,94   | 3e      | 2 / 35         | 2 / 26         |

## Publication
- Histoire du statut militaire et de la concertation dans l'armée française (préf. Philippe de Maleissye), Ivry-sur-Seine, ECPAD, 2013, 227 p. (avec le Conseil supérieur de la fonction militaire)[96],[97].